# Macromia kubokaiya
Macromia kubokaiya је инсект из реда Odonata и фамилије Macromiidae. 

## Угроженост
Ова врста се сматра угроженом.

## Распрострањење
Јапан је једино познато природно станиште врсте.

## Станиште
Станиште врсте су слатководна подручја.